# Lema de Hautus
Em Teoria de Controle, o Lema de Hautus é uma poderosa ferramenta matemática utilizada para o estudo das propriedades de sistemas lineares invariantes no tempo (SLIT) e que estejam na forma de espaço de estados.

## Introdução
Esse lema foi proposto por Malo Hautus, professor aposentado pela Technische Universiteit Eindhoven da Holanda, em seu trabalho Controllability and Observability Conditions of Linear Autonomous Systems de Janeiro de 1969. Neste artigo, Hautus faz uma análise de sistema de controle lineares abordando diversos aspectos, como controlabilidade e observabilidade de sistemas.

Existem diversas abordagens em que o Lema de Hautus se mostra útil para determinar características de sistemas:
- controlabilidade;
- observabilidade;
- estabilidade;
- e detectabilidade.

Nos tópicos a seguir, elas serão tratadas com maiores detalhes.

## Lema de Hautus

### Controlabilidade
O Lema de Hautus para controlabilidade afirma que, dadas uma matriz {\displaystyle \mathbf {A} \in M_{n\times n}(\Re )} e uma matriz {\displaystyle \mathbf {B} \in M_{n\times m}(\Re )}, as seguintes afirmações são equivalentes:
1. o par {\displaystyle (\mathbf {A} ,\mathbf {B} )} é controlável;
2. para todo {\displaystyle \lambda \in \mathbb {C} }, segue que {\displaystyle rank[\lambda \mathbf {I} -\mathbf {A} ,\mathbf {B} ]=n};
3. para todo {\displaystyle \lambda \in \mathbb {C} } que são autovalores de {\displaystyle \mathbf {A} }, segue que {\displaystyle rank[\lambda \mathbf {I} -\mathbf {A} ,\mathbf {B} ]=n}.

### Observabilidade
O Lema de Hautus para observabilidade surge como corolário do Lema de Hautus para controlabilidade. Assim, dada uma matriz {\displaystyle \mathbf {A} \in M_{n\times n}(\Re )} e uma matriz {\displaystyle \mathbf {C} \in M_{r\times n}(\Re )}, o lema afirma que as seguintes afirmações são equivalentes:
1. o par {\displaystyle \mathbf {(C,A)} } é observável;
2. para todo {\displaystyle \lambda \in \mathbb {C} }, a matriz  {\displaystyle \Gamma _{\lambda }={\begin{bmatrix}A-\lambda I\\C\end{bmatrix}}} tem posto-coluna pleno;

### Estabilizabilidade
O Lema de Hautus para estabilizabilidade afirma que, dadas uma matriz {\displaystyle \mathbf {A} \in M_{n\times n}(\Re )} e uma matriz {\displaystyle \mathbf {B} \in M_{n\times m}(\Re )}, as seguintes afirmações são equivalentes:
1. o par {\displaystyle (\mathbf {A} ,\mathbf {B} )} é estabilizável;
2. para todo {\displaystyle \lambda \in \mathbb {C} } e para os quais {\displaystyle \Re (\lambda )\geq 0}, segue que {\displaystyle rank[\lambda \mathbf {I} -\mathbf {A} ,\mathbf {B} ]=n}.

### Detectabilidade
O Lema de Hautus para detectabilidade surge como corolário do Lema de Hautus para estabilizabilidade. Assim, dada uma matriz {\displaystyle \mathbf {A} \in M_{n\times n}(\Re )} e uma matriz {\displaystyle \mathbf {C} \in M_{r\times n}(\Re )}, o lema afirma que as seguintes afirmações são equivalentes:
1. o par {\displaystyle (\mathbf {C} ,\mathbf {A} )} é detectável;
2. não há autovetores da matriz {\displaystyle \mathbf {A} } associados a um autovalor de parte real não negativa que sejam  ortogonais às linhas de {\displaystyle C};
3. para todo {\displaystyle \lambda \in \mathbb {C} } com {\displaystyle \Re (\lambda )\geq 0} a matriz {\displaystyle \Gamma _{\lambda }={\begin{bmatrix}A-\lambda I\\C\end{bmatrix}}} tem posto-coluna pleno.

## Exemplo

### Controlabilidade
Considere um sistema linear dado pelas seguintes matrizes:
{\displaystyle \mathbf {A} ={\begin{bmatrix}-5&-4&4\\1&0&-2\\-1&-1&-1\end{bmatrix}}} e {\displaystyle \mathbf {b} ={\begin{bmatrix}3\\-1\\1\end{bmatrix}}}
Calcula-se os autovalores da matriz {\displaystyle \mathbf {A} } utilizando a fórmula {\displaystyle det(\lambda \mathbf {I} -\mathbf {A} )}. Dela, os autovalores de {\displaystyle \mathbf {A} } obtidos são {\displaystyle \{-1,-2,-3\}}.
Em seguida, deve-se analisar o sistema ao calcular o posto das matrizes {\displaystyle \mathbf {A} } e {\displaystyle \mathbf {b} } concatenadas na forma {\displaystyle [\mathbf {A} \quad \mathbf {b} ]} para cada autovalor encontrado. Nesse caso, três cálculos serão realizados:
- {\displaystyle rank\ [\ \lambda \mathbf {I} -\mathbf {A} \ |_{\lambda =-1}\ \mathbf {B} \ ]=\mathbf {A} ={\begin{bmatrix}4&4&-4&|&3\\-1&-1&2&|&-1\\1&1&0&|&1\end{bmatrix}}=3};

- {\displaystyle rank\ [\ \lambda \mathbf {I} -\mathbf {A} \ |_{\lambda =-2}\ \mathbf {B} \ ]=\mathbf {A} ={\begin{bmatrix}3&4&-4&|&3\\-1&-2&2&|&-1\\1&1&-1&|&1\end{bmatrix}}=2};

- {\displaystyle rank\ [\ \lambda \mathbf {I} -\mathbf {A} \ |_{\lambda =-3}\ \mathbf {B} \ ]=\mathbf {A} ={\begin{bmatrix}2&4&-4&|&3\\-1&-3&2&|&-1\\1&1&-2&|&1\end{bmatrix}}=3};

Ao analisar os casos acima, percebe-se que apenas os casos em que o autovalor vale {\displaystyle -1} e {\displaystyle -3} são controláveis, pois a matriz {\displaystyle [\mathbf {A} \quad \mathbf {b} ]} apresentou posto pleno:
{\displaystyle rank\ ([\mathbf {A} \quad \mathbf {b} ])=rank\ (\mathbf {A} )}